# Gjerlev
Gjerlev Østjylland egyik városa, Midtjylland régióban, Randers községben. Lakossága 2017-ben 650 fő volt. A város 4 km távolságra fekszik, nyugati irányban Øster Tørslevtől, 18 km-re fekszik délre Hadsundtól és 18 kilométernyire fekszik északkeletre Randerstől. 
A Gjerlev-Enslev iskola a helyi általános iskola, ahová 0-6. osztályos korig járnak a diákok. Az iskolába 94 diák jár. A 47 férőhelyes Grøftekanten bölcsődében 2-5 éves korukig végzik a gyermekek ellátását. A gjerlevi közösségi ház 125 fő befogadására képes és bérelhető termekkel rendelkezik.
Gjerlevtől 4 kilométernyire nyugatra fekszik a PUK Lemezstúdió.
A Randers-Hadsund vasútvonal 1883 és 1969 között üzemelt.

## Fordítás
Ez a szócikk részben vagy egészben  a   Gjerlev című dán Wikipédia-szócikk ezen változatának fordításán alapul.  Az eredeti cikk szerkesztőit annak laptörténete sorolja fel. Ez a jelzés csupán a megfogalmazás eredetét és a szerzői jogokat jelzi, nem szolgál a cikkben szereplő információk forrásmegjelöléseként.